# 普拉姆迪亞·阿南達·杜爾
普拉姆迪亞·阿南達·杜爾（爪哇語：Pramoedya Ananta Toer，1925年2月6日—2006年4月30日），印尼著名作家，創作生涯橫跨荷屬東印度、二戰被日本佔領、獨立後的蘇卡諾與蘇哈托時期。
生於中爪哇省布洛亞，其作品忠實反映社會狀況和歷史，令荷蘭殖民者、蘇卡諾政府與蘇哈托政府很頭痛。他曾兩度下獄：1947-1949年被荷蘭殖民當局囚禁，他在獄中撰寫了早期代表作《逃犯》；1965年九三〇事件後，又因和印度尼西亚共产党有關而被流放到布魯島囚禁14年，1979年獲釋後又在家中被軟禁到1992年。他在這期間完成了印度尼西亞文學史上的大河小說名作《布魯島四部曲》。
普拉姆迪亞於1995年獲得麥格塞塞獎，2000年獲得福岡亞洲文化大獎，他曾數次被提名為諾貝爾文學獎候選人，但最終未能獲獎。

## 主要作品
- 《逃犯》（1950）
- 《游擊隊之家》（1950）
- 《腐敗》（1954）
- 《印度尼西亞華人》（1960）
- 布魯島四部曲
  - 《人間世》（1980）
  - 《萬國之子》（1980）
  - 《足跡》（1985）
  - 《玻璃屋》（1988）